# Валентинка

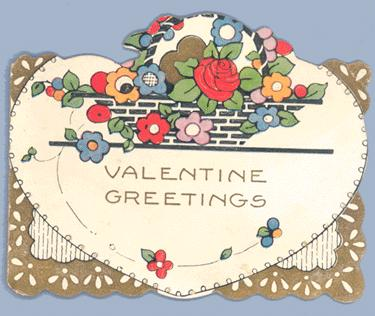
Валентинка

Валенти́нка — невелика вітальна листівка у вигляді сердечка, з добрими побажаннями, словами кохання, пропозиціями руки та серця чи просто жартами, яку не підписують. Одержувач повинен здогадатися, хто надіслав привітання. Як правило, дарується на День святого Валентина.
Традиційний колір валентинки — червоний або рожевий. Часто валентинки роблять власноруч.

## Походження
Коли святий Валентин сидів у в'язниці, він нібито закохався в сліпу дочку свого ката і зцілив її. Згідно іншої легенди, наглядач попросив Валентина вилікувати дочку, а та закохалася в опального священика. Перед стратою він залишив їй прощальну записку і підписався: «Твій Валентин». Звідси листівки стали називати «валентинками». Ця назва використовується з початку XIX ст.
За однією легендою, Карл І, герцог Орлеанський в 1415 році вперше надіслав листівку своїй дружині в цей день, перебуваючи в англійському полоні після битви під Азенкуром. Він надсилав із лондонської в'язниці віршовані любовні послання, одне з яких зберігається в Британському музеї.
Через кілька років король Генріх V найняв письменника Джона Лідгейта, щоб той склав «валентинку» для Катерини Валуа.
Таким чином, посилання 14 лютого листівок коханим набуло популярності в Англії та Франції, а згодом і у всьому світі, перетворивши виготовлення «валентинок» на бізнес.